# الحركة الشعبية باربودا من أجل التغيير
الحركة الشعبية باربودا من اجل التغيير هي حزب سياسي في أنتيغا وباربودا. تأسس الحزب في عام 2002. قائد الحزب هو آرثر نيبس.